# Pudasjärvi
Pudasjärvi è una città finlandese di 7603 abitanti, situata nella regione dell'Ostrobotnia Settentrionale.